# Le Gros et le Maigre (film)
Pour les articles homonymes, voir Le Gros et le Maigre (homonymie).
Le Gros et le maigre est un court métrage français écrit, coproduit, monté, interprété et réalisé en 1960 par Roman Polanski.

## Synopsis
Un jeune homme maigre et famélique joue de la flute et bat son tambour pour divertir un gros homme qui se balance dans son rocking chair. Il semblerait que le gros oisif soit le maître et le maigre affairé son esclave. En tout cas, le maigre se démène non seulement pour dérider mais aussi pour servir le gros : il ne cesse de s'agiter et fait des bonds de fou. Il le nourrit aussi, lui lave les pieds, tient un urinoir pour ses besoins...

## Fiche technique
Source IMDb
- Réalisation, scénario, montage et coproduction : Roman Polanski
- Coproducteur : Jean-Pierre Rousseau
- Société de production : A.P.E.C.
- Directeur de production : Claude Joudioux
- Administrateurs de production : Jacques Brunet, A. Lepesqueur
- Directeur de la photographie : Jean-Michel Boussaguet
- Musique : Krzysztof Komeda (sous le nom de Christophe T. Komeda)
- Format : 35mm (positif et négatif), noir & blanc, son mono
- Pays d'origine :  France
- Genre : Comédie
- Durée : 15 minute
- Sortie : 
  - France : décembre 1961 aux Journées internationales du film de court métrage de Tours

## Distribution
Source IMDb
- André Katelbach : le gros
- Roman Polanski : le maigre

## Autour du film
Le Gros et le Maigre est distribué en 1962 en complément de programme avec La vendetta (réalisé par Jean Chérasse)